# El hombre de moda
El hombre de moda és una pel·lícula de comèdia espanyola del 1980, que va suposar el llargmetratge de debut del director Fernando Méndez-Leite Serrano, qui la va qualificar com a "comèdia dels sentiments". El guió el va coescriure amb Manolo Matji. Fou produïda per una cooperativa formada pel director, tècnics i actors de la pel·lícula.

## Sinopsi
Pedro Liniers treballa com a professor de literatura en un institut femení, amb gran agudesa per analitzar texts literaris però incapaç de relacionar-se amb els altres. Després de ser abandonat per la seva dona torna a Madrid per treballar a la seva escola gràcies al seu amic i director, Bruno Baena. Allí coneix Aurora Villalba, una refugiada de la dictadura militar argentina amb una concepció especial de com viure la vida, i que serà una assídua de les seves classes.

## Repartiment
- Xabier Elorriaga...	Pedro Liniers
- Marilina Ross	...	Aurora Villalba
- Maite Blasco	...	Berta
- Walter Vidarte	...	Jorge Vázquez
- Isabel Mestres	...	Elena
- Carmen Maura	...	Carmen
- Alicia Sánchez	...	Maite
- Francisco Merino...	Bruno
- Luis Politti	...	Víctor
- Pep Munné	...	Mario
- Antonio Drove	...	Carvajal
- Isabel Luque	...	Teresa
- Eduardo Calvo	...	Pare de Pedro

## Recepció
Fou estrenada al Festival Internacional de Cinema de Sant Sebastià 1980, en el que formava part de la selecció oficial, i també a la Seminci del mateix any.